# Lupinus setifolius
Lupinus setifolius är en ärtväxtart som beskrevs av Planchuelo och David Baxter Dunn. Lupinus setifolius ingår i släktet lupiner, och familjen ärtväxter. Inga underarter finns listade i Catalogue of Life.